# Francosko-pruska vojna
Francosko-pruska vojna (tudi francosko-nemška vojna, vojna leta 1870) je bila vojna, ki je potekala med drugim francoskim cesarstvom in Kraljevino Prusijo med 19. julijem 1870 in 10. majem 1871.
Prusija je imela pomoč Severnonemške konfederacije (katere vodilna članicaje bila ) in nekaterih južnih nemških držav (Velika vojvodina Baden, Kraljevina Württemberg in Kraljevina Bavarska). Popolna prusko-nemška zmaga je omogočila dokončno združitev Nemčije pod pruskim kraljem Viljemom I.. Poraz pa je predstavljal tudi padec Napoleona III. in njegovega cesarstva, ki jo je zamenjala tretja republika. V sklopu mirovnega sporazuma je Prusija dobila pokrajini Alzacijo in Loreno, kjer je živela nemška manjšina in sta ostali pod nemško oblastjo vse do konca prve svetovne vojne, ko sta bili Franciji vrnjeni.